# 日本建築学会賞

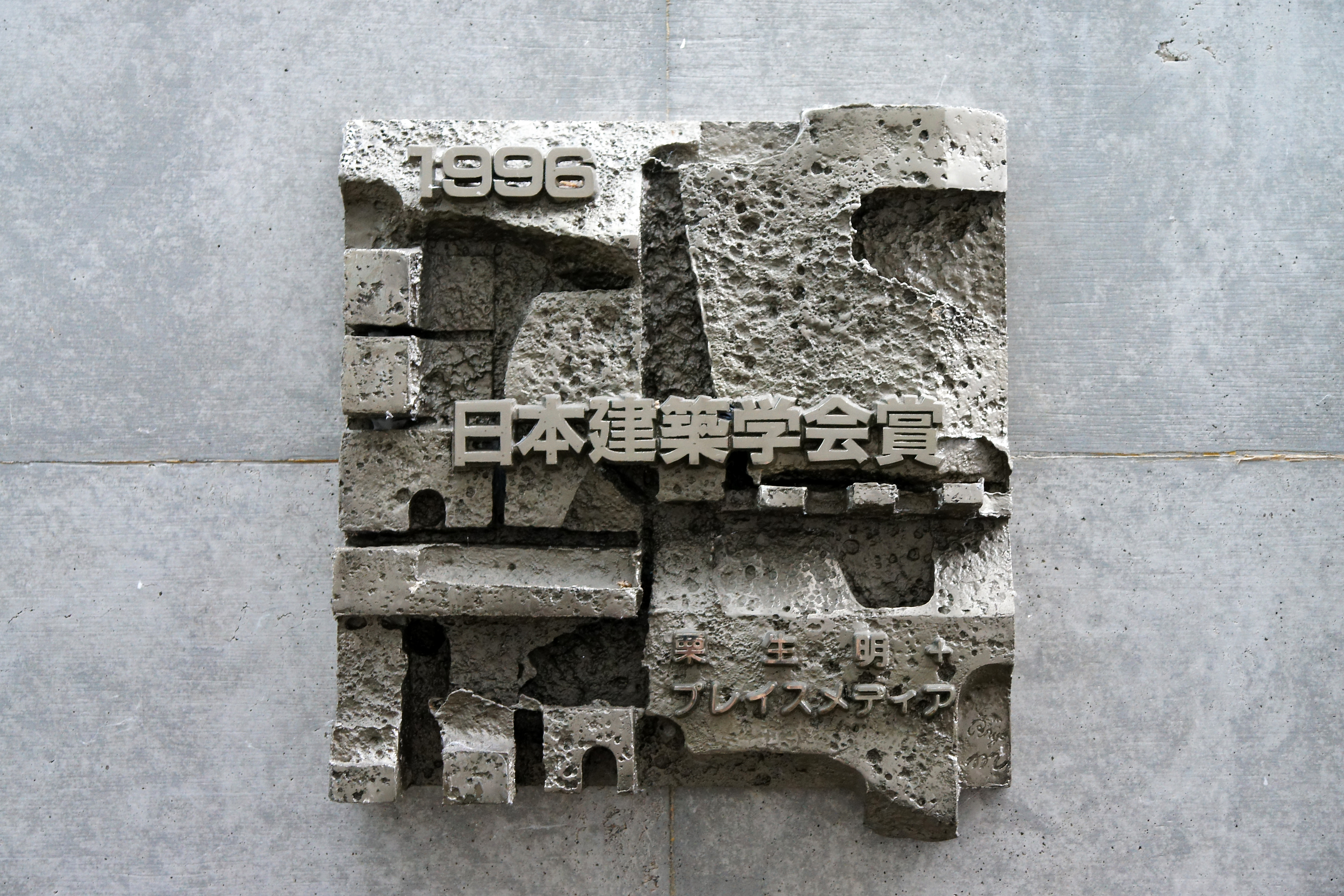
1996年 植村直己冒険館のレリーフ

日本建築学会賞（にほんけんちくがっかいしょう）は、一般社団法人日本建築学会が設けている建築の賞。日本国内における建築・建設分野で功績を上げた個人・団体を称え授与される。

## 種類
論文、作品、技術、業績の4部門からなる。このほか、日本建築学会では、日本建築学会大賞、文化賞、奨励賞、教育賞、著作賞、作品選奨を設けている。1943年（昭和18年）までの旧制度では学術賞・技芸賞があった。作品賞に選ばれるのは通常年間1～3作品のみである。受賞者には家屋文鏡を模した賞牌が与えられる。
大賞は前記全ての分野を対象に建築分野で永年の貢献をした個人に贈られる。
- 正式な賞名。日本建築学会大賞・日本建築学会賞（論文）・日本建築学会賞（作品）・日本建築学会賞（技術）・日本建築学会賞（業績）・日本建築学会教育賞（教育業績）・日本建築学会教育賞（教育貢献）・日本建築学会著作賞・日本建築学会奨励賞・日本建築学会作品選奨・日本建築学会文化賞

## 歴代受賞作品・受賞者

### 大賞
以下のリストは永年の優れた建築・建設分野の功績を称える大賞を列記したものである。
| 受賞年 | 受賞理由 | 受賞者     |
| ------ | --- | ---------- |
| 2025年 | アジアの視座からの世界住居・都市研究の飛躍的発展ならびにタウン・アーキテクトの研究・実装に関する多大な貢献                         | 布野修司   |
| 2025年 | 鉄筋コンクリート造の品質向上と高性能化に関する一連の研究と技術普及活動による建築界への貢献                                         | 桝田佳寛   |
| 2025年 | 脱炭素社会に資する建築設備の理論研究の発展と実践への貢献                                                                           | 吉田治典   |
| 2024年 | 木造建築物の保全に関する業績 | 坂本功     |
| 2024年 | 建築音響学と騒音制御工学の発展に対する多大な貢献と国際活動における顕著な業績                                                       | 橘秀樹     |
| 2024年 | 住宅・住宅地の建築計画に関する学問的確立・社会実装とそれらを踏まえた市民社会支援活動方策の構築および建築教育の改革に関する功績     | 服部岑生   |
| 2023年 | 環境建築のための建築設備・環境工学研究と設計技術の発展への貢献                                                                     | 石野久彌   |
| 2023年 | 工程計画と管理における数理科学的手法の開発とそのICT化の促進に関する学術的貢献                                                      | 嘉納成男   |
| 2023年 | 大型耐震実験手法の開発と耐震解析・設計の高度化に関する一連の研究と国際貢献                                                         | 中島正愛   |
| 2022年 | 全国土の都市と農村の住宅供給を捉えるマルチ・ハウジング論研究にもとづく現代ハウジング論史の多角統合的編纂による学術的貢献           | 住田昌二   |
| 2022年 | 建築物の長寿命化に資する建築防水技術の体系化、および建築防水に関わる研究・教育・産業領域への社会貢献                               | 田中享二   |
| 2022年 | 建築火災安全工学の体系化および研究・教育・国際化活動に関する一連の功績                                                             | 若松孝旺   |
| 2021年 | 建築形態論を基盤とする建築意匠研究の確立と建築設計教育・創作を通じた建築文化への貢献                                               | 香山壽夫   |
| 2021年 | 建築構造工学、特に海洋建築工学への流体力学理論の導入とその発展に尽した功績                                                         | 松井徹哉   |
| 2021年 | 音環境の設計手法の体系化、および建築学の分野横断的議論の場の創生に関する一連の功績                                                 | 安岡正人   |
| 2020年 | 鉄筋コンクリート造建物の性能に基づく耐震設計法の国内外の発展に対する貢献                                                           | 小谷俊介   |
| 2020年 | 都市史研究・東洋建築史研究ならびに地域文化財の保存活用に対する多大な貢献                                                           | 西川幸治   |
| 2020年 | 住宅における健康・快適性の向上と省エネ化に関する国際的研究・教育への貢献                                                           | 吉野博     |
| 2019年 | 建築環境学と建築エネルギー計画の研究教育と長年の国際活動における顕著な業績                                                         | 木村建一   |
| 2019年 | 日本古代建築史における実証的研究と我が国の文化財保護に対する多大な貢献                                                             | 鈴木嘉吉   |
| 2019年 | 耐震建築の構造デザインに関する研究・開発および国際活動への貢献                                                                     | 和田章     |
| 2018年 | アーキニアリング・デザインの理念に基づく、建築学会活動への貢献と、教育・研究・設計の総合的な実績                                   | 斎藤公男   |
| 2018年 | 建築計画学における環境心理・環境行動学、人間工学を基盤とする建築計画基礎分野の確立と発展および建築設計資料集成全面改訂に関する功績 | 高橋鷹志   |
| 2017年 | 室内空気浄化・換気設計に関する研究と空気環境教育による社会への貢献                                                                 | 楢崎正也   |
| 2017年 | 鉄骨構造および合成構造に関する研究と発展に対する功績                                                                               | 松井千秋   |
| 2016年 | 新しい設計言語を通して、社会に開かれた建築を生み出した功績                                                                         | 伊東豊雄   |
| 2016年 | 耐震工学と鉄骨構造学の学術的発展ならびに文化財建造物の保存修復・復元技術の高度化による建築界への貢献                               | 金多潔     |
| 2016年 | 空気調和設備の最適設計・制御と性能検証の発展と実践に関する一連の功績                                                               | 中原信生   |
| 2015年 | シェル・空間構造の設計法の確立と構造に基づく建築デザインに関する貢献                                                               | 川口衞     |
| 2015年 | 日本住宅史学に関する研究・教育と建築文化財の保全に対する顕著な貢献                                                                 | 平井聖     |
| 2014年 | 構造動力学の研究・教育と耐震工学の発展への貢献                                                                                     | 柴田明德   |
| 2014年 | サステナブルな建築・都市の推進による地球環境問題緩和への貢献                                                                       | 村上周三   |
| 2013年 | エネルギーの釣合いに基づく構造物の耐震設計法の確立と普及に対する功績                                                               | 秋山宏     |
| 2013年 | 地球環境、こどもの成育環境等における環境デザインの研究、設計、教育、社会活動に対する貢献                                           | 仙田満     |
| 2013年 | 様相概念をめぐる空間理論の体系化と創造的な建築・都市設計による建築界への貢献                                                       | 原広司     |
| 2012年 | 建築音環境工学の研究・教育とその発展に対する貢献                                                                                   | 木村翔     |
| 2012年 | わが国の西洋建築史学に関する研究・教育および建築評論に対する多大な貢献                                                             | 桐敷真次郎 |
| 2011年 | 規模計画・安全計画・建築人間工学の確立と発展に関する一連の功績                                                                     | 岡田光正   |
| 2011年 | 鋼構造に関する塑性設計・耐震設計・限界状態設計の発展と実践に対する功績                                                             | 高梨晃一   |
| 2010年 | 建築物の耐震性評価とその向上に関する一連の研究および地震防災技術の普及に関する貢献                                                 | 岡田恒男   |
| 2010年 | 日本建築史に関する研究・教育と建築文化遺産保存活動の功績                                                                           | 川上貢     |
| 2009年 | 建築構造学の発展と建築教育の国際化に対する貢献                                                                                     | 柴田拓二   |
| 2009年 | 西洋建築史学に対する顕著な業績と九州の建築および熊本アートポリスへの多大の貢献                                                     | 堀内清治   |
| 2008年 | 建築構造物の設計用荷重ならびに構造安全性の研究と耐震技術の国内外における教育・普及に対する貢献                                     | 和泉正哲   |
| 2008年 | 都市環境工学の発展に対する貢献 | 尾島俊雄   |
| 2007年 | 建築計画学の理論的体系化と東アジア地域の学術交流の発展に尽くした功績                                                               | 青木正夫   |
| 2007年 | 鉄筋コンクリート構造の耐震性の高度化に関する一連の研究と国際技術交流に関する貢献                                                   | 青山博之   |
| 2006年 | 永年にわたる構造設計活動による建築界への貢献                                                                                       | 木村俊彦   |
| 2006年 | 建築人間工学・インテリア計画の確立と発展および「木の文化」の普及に関する一連の功績                                                 | 小原二郎   |
| 2006年 | 建築環境工学、特に光環境工学の研究・教育とその発展に対する貢献                                                                     | 松浦邦男   |
| 2005年 | 永年にわたる住宅論と都市論を基盤とした優れた建築の創作活動による建築界への貢献                                                     | 篠原一男   |
| 2005年 | 耐震構造、特に免震構造の研究開発とその発展に対する功績                                                                             | 多田英之   |
| 2005年 | 建築・住宅における社会・経済システムの再編に関する研究と実践活動の功績                                                             | 巽和夫     |
| 2004年 | 建築設計力学に関する研究と発展に対する貢献                                                                                         | 中村恒善   |
| 2004年 | 日本における近代都市計画史の研究とその発展に尽くした功績                                                                           | 石田頼房   |
| 2003年 | 建築材料、施工および建築性能論に関する一連の研究と技術普及活動による建築界への貢献                                                 | 白山和久   |
| 2003年 | 我が国における西洋建築史学の確立と建築文化財保存の実践に対する貢献                                                                 | 飯田喜四郎 |
| 2002年 | 建築構造学、特に鉄骨構造の研究、教育と発展に対する貢献                                                                             | 加藤勉     |
| 2002年 | 建築環境工学、特にホールの音響設計法をはじめとする建築音響学の発展に対する貢献                                                     | 石井聖光   |
| 2001年 | 建築構造学、海洋建築工学の研究とその発展に尽くした功績                                                                             | 松岡理     |
| 2001年 | 現代都市における近代建築のあり方を追求した一連の創作活動による建築界への貢献                                                       | 槇文彦     |
| 2001年 | 住まいを中心とした建築計画研究の確立と建築教育の発展に対する貢献                                                                   | 鈴木成文   |
| 2000年 | 都市づくりの理論及び手法の構築とその実践                                                                                           | 田村明     |
| 2000年 | 建築構造工学に関する研究と発展に対する貢献                                                                                         | 五十嵐定義 |
| 1999年 | 建築構造学、特に極限解析、塑性設計の研究、教育の発展に対する貢献                                                                   | 田中尚     |
| 1999年 | 建築歴史、意匠分野における教育、研究上の多大な功績と文化財行政に対する多大な功績、原爆ドーム保存における技術的な貢献               | 佐藤重夫   |
| 1998年 | 建築環境工学の発展に尽くした功績                                                                                                   | 斎藤平蔵   |
| 1998年 | 耐震工学及び自然災害科学の発展に寄与した一連の功績                                                                                 | 志賀敏男   |
| 1997年 | 建築と都市の統合的把握に基づく一連の設計活動、社会的活動、建築教育における功績                                                     | 大谷幸夫   |
| 1997年 | 耐震工学ならびに基礎工学の研究と発展に対する貢献                                                                                   | 大崎順彦   |
| 1996年 | 鋼構造建築の研究と発展への貢献 | 藤本盛久   |
| 1996年 | 建築構法計画に関する一連の研究および設計活動による建築界への貢献                                                                   | 内田祥哉   |
| 1995年 | 日本近代建築史研究による建築学発展への貢献                                                                                         | 村松貞次郎 |
| 1995年 | 建築構造学に関する研究と建築技術普及に寄与した功績                                                                                 | 谷資信     |
| 1994年 | 戦後わが国の居住水準の向上及びリージョナル、プランニングにおける国際協力への貢献                                                   | 本城和彦   |
| 1994年 | 建築防火工学の発展と体系確立に対する貢献                                                                                           | 川越邦雄   |
| 1993年 | 建築環境工学、建築衛生学の発展に寄与した功績                                                                                       | 小林陽太郎 |
| 1993年 | 建築材料に関する一連の研究と技術普及活動による建築界への貢献                                                                       | 西忠雄     |
| 1992年 | 建築環境工学、建築設備工学の発展に関する一連の業績                                                                                 | 勝田高司   |
| 1992年 | 建築構造学に関する研究と発展に対する貢献                                                                                           | 若林實     |
| 1991年 | 建築学の海洋工学への参加、活動における長年の多大な功績                                                                             | 加藤渉     |
| 1991年 | 建築設備の発展に貢献した功績 | 井上宇市   |
| 1991年 | 建築の文化的向上と国際交流に関する多大の功績                                                                                       | 清家清     |
| 1990年 | 地震工学の発展に関する一連の功績                                                                                                   | 小堀鐸二   |
| 1990年 | 建築と都市のもつ文化的意義の高揚とその建築法制における位置づけに関する多大な功績                                                   | 芦原義信   |
| 1989年 | 日本建築史の広い分野にわたる顕著な研究業績                                                                                         | 太田博太郎 |
| 1989年 | 建築構造の発展に寄与した功績 | 松下清夫   |
| 1988年 | 建築耐震構造に関する研究と発展に対する貢献                                                                                         | 梅村魁     |
| 1988年 | 建築設計、建築論、建築教育における一連の業績                                                                                       | 大江宏     |
| 1987年 | 建築計画学の確立と建築教育の発展に対する貢献                                                                                       | 吉武泰水   |
| 1987年 | 金属系構造物の発展に対する多年の貢献                                                                                               | 鶴田明     |
| 1986年 | 建築構造学、基礎工学の発展とその関連分野の振興への貢献                                                                             | 横尾義貫   |
| 1986年 | 文化財保存修復技術の近代化と国際交流における功績                                                                                   | 関野克     |
| 1986年 | 建築構造に関する研究ならびに建築構造を通じて広く関連各界の発展に貢献した業績                                                       | 加藤六美   |
| 1986年 | 古建築、遺跡の歴史意匠的研究とその復原的設計における功績                                                                           | 藤島亥治郎 |
| 1986年 | 住宅問題および建築経済における多年の業績                                                                                           | 谷重雄     |
| 1986年 | 鉄筋コンクリート工学の体系化への貢献                                                                                               | 坂静雄     |
| 1986年 | 住居学、建築計画学、地域計画学の発展に対する貢献                                                                                   | 西山夘三   |
| 1986年 | 日本における現代建築の確立と国際的発展への貢献                                                                                     | 丹下健三   |
| 1986年 | 地域の風土に根ざした町づくりと優秀な建築の創作活動による建築界への貢献                                                             | 浦辺鎮太郎 |
| 1986年 | 鋼構造建築に関する研究と設計に関する一連の業績                                                                                     | 仲威雄     |
| 1985年 | 建築遺構ならびに遺跡にたいする実証的研究方法の確立と復原研究による日本建築史学および関連史学への貢献                               | 浅野清     |
| 1984年 | 建築耐震構造学に関する一連の研究と耐震工学の発展に貢献した業績                                                                     | 谷口忠     |
| 1983年 | 建築計画原論、環境工学に関する研究、教育の功績                                                                                     | 平山嵩     |
| 1982年 | 都市大火対策の理論体系確立と建築研究の促進に寄与した功績                                                                           | 藤田金一郎 |
| 1981年 | 建築構造学ならびに建築構造学を通じて多年にわたり建築界の発展に貢献した業績                                                         | 二見秀雄   |
| 1980年 | 日本建築史の研究による建築学および関連史学への貢献                                                                                 | 福山敏男   |
| 1979年 | 建築材料に関する一連の研究活動による建築界への貢献                                                                                 | 狩野春一   |
| 1978年 | 都市、農村計画の体系化と発展および建築、都市行政の推進に寄与した貢献                                                               | 高山英華   |
| 1977年 | 近代建築のヒューマニゼイションによる建築界への貢献 -作家研究と作家活動の詩的統合-                                                  | 今井兼次   |
| 1976年 | 平面および曲面構造に関する研究と設計に関する一連の業績                                                                             | 坪井善勝   |
| 1975年 | 建築環境工学における理論体系の発展に対する貢献                                                                                     | 前田敏男   |
| 1974年 | ヴィトルヴィウス研究ならびに西洋古典学に基づく建築論形成への貢献                                                                   | 森田慶一   |
| 1973年 | 都市防災における火災工学の発展に対する貢献                                                                                         | 浜田稔     |
| 1972年 | 永年にわたる優秀な建築の創作活動による建築界への貢献                                                                               | 村野藤吾   |
| 1971年 | 考現学、生活学の提唱と建築計画に対する一連の貢献                                                                                   | 今和次郎   |
| 1970年 | 耐震工学に関する研究 | 武藤清     |
| 1969年 | 創作と研究による建築的伝統発展への貢献                                                                                             | 堀口捨己   |
| 1968年 | 近代建築の発展への貢献 | 前川國男   |

### 作品賞
以下のリストは近年中に竣工した優れた建築に対して授与される作品賞を列記したものである。
| 年     | 回     | 受賞作品                                                            | 受賞者                                                                      | 作品所在地                           |
| ------ | ------ | ------------------------------------------------------------------- | --------------------------------------------------------------------------- | ------------------------------------ |
| 2025年 | 第77回 | 天神町place                                                         | 伊藤博之                                                                    | 東京都文京区                         |
| 2025年 | 第77回 | 高槻城公園芸術文化劇場                                              | 江副敏史 多喜茂 髙畑貴良志                                                  | 大阪府高槻市                         |
| 2024年 | 第76回 | House & Restaurant                                                  | 石上純也                                                                    | 山口県宇部市                         |
| 2024年 | 第76回 | 岩国のアトリエ                                                      | 向山徹                                                                      | 山口県岩国市                         |
| 2024年 | 第76回 | 八千代市の老人デイサービスセンター「52間の縁側」                    | 山﨑健太郎                                                                  | 千葉県八千代市                       |
| 2023年 | 第75回 | 郭巨山会所                                                          | 魚谷繁礼 魚谷みわ子 柳室純                                                  | 京都府京都市                         |
| 2023年 | 第75回 | 山形市南部児童遊戯施設 シェルターインクルーシブプレイス コパル      | 大西麻貴 百田有希 平岩良之                                                  | 山形県山形市                         |
| 2023年 | 第75回 | 春日台センターセンター                                              | 金野千恵                                                                    | 神奈川県愛川町                       |
| 2022年 | 第74回 | 旧富岡製糸場西置繭所                                                | 齋賀英二郎 斎藤英俊 木村勉                                                  | 群馬県富岡市                         |
| 2022年 | 第74回 | 太田市美術館・図書館                                                | 平田晃久                                                                    | 群馬県太田市                         |
| 2022年 | 第74回 | 長野県立美術館                                                      | 宮崎浩                                                                      | 長野県長野市                         |
| 2021年 | 第73回 | 島キッチン                                                          | 安部良                                                                      | 香川県小豆郡土庄町豊島               |
| 2021年 | 第73回 | 上勝ゼロ・ウェイストセンター                                        | 中村拓志 山田憲明                                                           | 徳島県勝浦郡                         |
| 2021年 | 第73回 | 京都市美術館（通称：京都市京セラ美術館）                            | 西澤徹夫 青木淳                                                             | 京都府京都市                         |
| 2020年 | 第72回 | 延岡駅周辺整備プロジェクト                                          | 乾久美子                                                                    | 宮崎県延岡市                         |
| 2020年 | 第72回 | パナソニックスタジアム吹田                                          | 大平滋彦 浜谷朋之 奥出久人                                                  | 大阪府吹田市                         |
| 2020年 | 第72回 | 道の駅ましこ                                                        | 原田真宏 原田麻魚                                                           | 栃木県芳賀郡益子町                   |
| 2019年 | 第71回 | 新豊洲Brilliaランニングスタジアム                                   | 武松幸治 萩生田秀之 喜多村淳                                                | 東京都江東区                         |
| 2019年 | 第71回 | 桐朋学園大学調布キャンパス1号館                                     | 山梨知彦 向野聡彦                                                           | 東京都調布市                         |
| 2018年 | 第70回 | 該当作品なし                                                        |                                                                             |                                      |
| 2017年 | 第69回 | ROKI Global Innovation Center - ROGIC -                             | 小堀哲夫                                                                    | 静岡県浜松市                         |
| 2017年 | 第69回 | 直島ホール（直島町民会館）                                          | 三分一博志                                                                  | 香川県直島町                         |
| 2016年 | 第68回 | 流山市立おおたかの森小・中学校、 おおたかの森センター、こども図書館 | 赤松佳珠子 小嶋一浩                                                         | 千葉県流山市                         |
| 2016年 | 第68回 | 武蔵野プレイス                                                      | 比嘉武彦＋川原田康子                                                        | 東京都武蔵野市                       |
| 2016年 | 第68回 | 竹林寺納骨堂                                                        | 堀部安嗣                                                                    | 高知県高知市                         |
| 2015年 | 第67回 | 上州富岡駅                                                          | 武井誠 鍋島千恵                                                             | 群馬県富岡市                         |
| 2015年 | 第67回 | 木の構築 工学院大学弓道場・ボクシング場                             | 福島加津也 冨永祥子                                                         | 東京都八王子市                       |
| 2014年 | 第66回 | SHARE yaraicho                                                      | 篠原聡子 内村綾乃                                                           | 東京都新宿区                         |
| 2014年 | 第66回 | 明治安田生命新東陽町ビル                                            | 菅順二                                                                      | 東京都江東区                         |
| 2014年 | 第66回 | NBF大崎ビル（旧 ソニーシティ大崎）                                  | 山梨知彦 羽鳥達也 石原嘉人 川島範久                                         | 東京都品川区                         |
| 2013年 | 第65回 | 該当作品なし                                                        |                                                                             |                                      |
| 2012年 | 第64回 | 豊島美術館                                                          | 西沢立衛                                                                    | 香川県土庄町                         |
| 2012年 | 第64回 | 真壁伝承館                                                          | 渡邉眞理 木下庸子 新谷眞人                                                  | 茨城県桜川市真壁町                   |
| 2011年 | 第63回 | 東京大学数物連携宇宙研究機構棟                                      | 大野秀敏                                                                    | 千葉県柏市                           |
| 2011年 | 第63回 | 犬島アートプロジェクト「精錬所」                                    | 三分一博志                                                                  | 岡山県岡山市                         |
| 2011年 | 第63回 | IRONHOUSE                                                           | 椎名英三 梅沢良三                                                           | 東京都世田谷区                       |
| 2010年 | 第62回 | 洗足の連結住棟                                                      | 北山恒 金田勝徳                                                             | 東京都大田区                         |
| 2010年 | 第62回 | 岩見沢複合駅舎                                                      | 西村浩                                                                      | 北海道岩見沢市                       |
| 2009年 | 第61回 | 神奈川工科大学KAIT工房                                              | 石上純也                                                                    | 神奈川県厚木市                       |
| 2009年 | 第61回 | 日本盲導犬総合センター                                              | 千葉学                                                                      | 静岡県富士宮市                       |
| 2009年 | 第61回 | ニコラス・G・ハイエックセンター                                     | 坂茂 平賀信孝                                                               | 東京都中央区                         |
| 2008年 | 第60回 | 武蔵工業大学新建築学科棟♯4                                          | 岩崎堅一                                                                    | 東京都世田谷区                       |
| 2008年 | 第60回 | ふじようちえん                                                      | 手塚貴晴＋手塚由比                                                          | 東京都立川市                         |
| 2007年 | 第59回 | 茅野市民館                                                          | 古谷誠章                                                                    | 長野県茅野市                         |
| 2006年 | 第58回 | 金沢21世紀美術館                                                    | 妹島和世＋西沢立衛 (SANAA)                                                  | 石川県金沢市                         |
| 2006年 | 第58回 | 北上市文化交流センター さくらホール                                 | 野口秀世（久米設計）                                                        | 岩手県北上市                         |
| 2006年 | 第58回 | 富弘美術館                                                          | ヨコミゾマコト                                                              | 群馬県みどり市                       |
| 2005年 | 第57回 | 積層の家                                                            | 大谷弘明                                                                    | 兵庫県神戸市中央区                   |
| 2005年 | 第57回 | プラダ・ブティック青山店                                            | ジャック・ヘルツォーク＋ピエール・ド・ムーロン（ヘルツォーク&ド・ムーロン） | 東京都港区                           |
| 2004年 | 第56回 | 国立国会図書館関西館                                                | 陶器二三雄                                                                  | 京都府相楽郡精華町                   |
| 2004年 | 第56回 | ポーラ美術館                                                        | 安田幸一                                                                    | 神奈川県足柄下郡箱根町               |
| 2004年 | 第56回 | 福島県立郡山養護学校                                                | 渡部和生                                                                    | 福島県郡山市富田町                   |
| 2003年 | 第55回 | 苓北町民ホール                                                      | 阿部仁史 小野田泰明                                                         | 熊本県天草郡苓北町                   |
| 2003年 | 第55回 | せんだいメディアテーク                                              | 伊東豊雄 佐々木睦朗                                                         | 宮城県仙台市青葉区春日町             |
| 2003年 | 第55回 | ひらたタウンセンター                                                | 富永譲                                                                      | 山形県飽海郡平田町                   |
| 2002年 | 第54回 | 公立はこだて未来大学                                                | 山本理顕 木村俊彦                                                           | 北海道函館市亀田中野町               |
| 2002年 | 第54回 | W-HOUSE                                                             | 渡辺明                                                                      | 東京都目黒区                         |
| 2002年 | 第54回 | 地下鉄大江戸線飯田橋駅                                              | 渡辺誠                                                                      | 東京都                               |
| 2001年 | 第53回 | 東京国立博物館法隆寺宝物館                                          | 谷口吉生                                                                    | 東京都台東区                         |
| 2001年 | 第53回 | 熊本県立農業大学校学生寮                                            | 藤森照信                                                                    | 熊本県合志市                         |
| 2001年 | 第53回 | 中島ガーデン                                                        | 松永安光                                                                    | 静岡県富士市                         |
| 2000年 | 第52回 | ビッグパレットふくしま                                              | 北川原温                                                                    | 福島県郡山市                         |
| 2000年 | 第52回 | 曼月居                                                              | 齋藤裕                                                                      | 北海道札幌市                         |
| 1999年 | 第51回 | 潟博物館（水の駅ビュー福島潟）                                      | 青木淳                                                                      | 新潟県新潟市（旧豊栄市）             |
| 1999年 | 第51回 | 高知県立中芸高等学校格技場                                          | 山本長水                                                                    | 高知県安芸郡田野町                   |
| 1999年 | 第51回 | グラスハウス（グリーンヒルズ津山）                                  | 横河健 木村旭                                                               | 岡山県津山市                         |
| 1998年 | 第50回 | 川上村林業総合センター                                              | 飯田善彦                                                                    | 長野県南佐久郡川上村                 |
| 1998年 | 第50回 | 岐阜県立国際情報科学芸術アカデミーマルチメディア工房                | 妹島和世＋西沢立衛 (SANAA)                                                  | 岐阜県大垣市                         |
| 1998年 | 第50回 | ふれあいセンターいずみ                                              | 武田光史                                                                    | 熊本県八代市泉町（旧八代郡泉村）     |
| 1998年 | 第50回 | 新国立劇場                                                          | 柳澤孝彦                                                                    | 東京都渋谷区                         |
| 1997年 | 第49回 | 登米町伝統芸能伝承館                                                | 隈研吾                                                                      | 宮城県登米郡登米町                   |
| 1997年 | 第49回 | 千葉市立打瀬小学校                                                  | 小嶋一浩 工藤和美 小泉雅生 堀場弘                                           | 千葉県千葉市美浜区                   |
| 1997年 | 第49回 | 佐木島プロジェクト                                                  | 鈴木了二                                                                    | 広島県三原市                         |
| 1997年 | 第49回 | 愛知県児童総合センター                                              | 仙田満 藤川壽男                                                             | 愛知県愛知郡                         |
| 1996年 | 第48回 | 黒部市国際文化センター                                              | 新居千秋                                                                    | 富山県黒部市                         |
| 1996年 | 第48回 | 日本橋の家                                                          | 岸和郎                                                                      | 大阪府大阪市                         |
| 1996年 | 第48回 | 植村直己冒険館                                                      | 栗生明                                                                      | 兵庫県豊岡市日高町（旧城崎郡日高町） |
| 1996年 | 第48回 | 彩の国さいたま芸術劇場                                              | 香山壽夫                                                                    | 埼玉県さいたま市（旧与野市）         |
| 1995年 | 第47回 | 塔の家から阿佐ヶ谷の家に至る一連の都市型住宅                        | 東孝光                                                                      | 東京都ほか                           |
| 1995年 | 第47回 | リアス・アーク美術館                                                | 石山修武                                                                    | 宮城県気仙沼市                       |
| 1995年 | 第47回 | 熊本県営竜蛇平団地                                                  | 元倉眞琴                                                                    | 熊本県熊本市                         |
| 1995年 | 第47回 | 関西国際空港旅客ターミナルビル                                      | レンゾ・ピアノ 岡部憲明                                                     | 大阪府泉佐野市                       |
| 1994年 | 第46回 | 阿品の家をはじめとする一連の住宅                                    | 村上徹                                                                      | 広島県                               |
| 1994年 | 第46回 | 熊本県草地農産研究所                                                | トム・ヘネガン インガ・ダグフィンスドッター 古川裕久                        | 熊本県阿蘇市                         |
| 1994年 | 第46回 | 用賀Aフラットをはじめとする一連の集合住宅                           | 早川邦彦                                                                    | 東京都                               |
| 1993年 | 第45回 | 海の博物館                                                          | 内藤廣                                                                      | 三重県鳥羽市                         |
| 1993年 | 第45回 | ダイキン・オー・ド・シェル蓼科                                      | 室伏次郎                                                                    | 長野県茅野市                         |
| 1993年 | 第45回 | 東京都立東大和療育センター・東京都立北多摩看護専門学校              | 船越徹                                                                      | 東京都世田谷区                       |
| 1993年 | 第45回 | NTSシステム総合研究所（日本タイムシェア株式会社）                   | 水谷硯之 梅崎正彦 澤柳伸                                                    | 静岡県浜松市                         |
| 1992年 | 第44回 | 古河歴史博物館と周辺の修景                                          | 吉田桂二                                                                    | 茨城県古河市                         |
| 1992年 | 第44回 | シャープ労働組合 研修レクリエーションセンター（アイアイランド）     | 瀧光夫                                                                      | 大阪府四條畷市                       |
| 1992年 | 第44回 | ネクサス・ワールド レム・コールハース棟                             | レム・コールハース                                                          | 福岡県福岡市東区                     |
| 1991年 | 第43回 | 東京武道館                                                          | 六角鬼丈                                                                    | 東京都足立区                         |
| 1991年 | 第43回 | 沖縄キリスト教短期大学                                              | 真喜志好一                                                                  | 沖縄県                               |
| 1991年 | 第43回 | 浪合学校                                                            | 湯澤正信 長澤悟                                                             | 長野県下伊那郡                       |
| 1990年 | 第42回 | 数奇屋邑                                                            | 石井和紘                                                                    | 岡山県                               |
| 1990年 | 第42回 | House F                                                             | 坂本一成                                                                    | 東京都                               |
| 1990年 | 第42回 | 広島市現代美術館                                                    | 黒川紀章                                                                    | 広島県広島市南区                     |
| 1989年 | 第41回 | キリンプラザ大阪                                                    | 高松伸                                                                      | 大阪府大阪市中央区                   |
| 1989年 | 第41回 | 小国町における一連の木造建築                                        | 葉祥栄                                                                      | 熊本県阿蘇郡小国町                   |
| 1989年 | 第41回 | 東京都多摩動物公園昆虫生態館                                        | 淺石優 白江龍三 瀬谷渉                                                      | 東京都日野市                         |
| 1988年 | 第40回 | 該当作品なし                                                        |                                                                             |                                      |
| 1987年 | 第39回 | 一連のコーポラティブ住宅                                            | 小島孜 中筋修＋安原秀                                                       |                                      |
| 1987年 | 第39回 | 雑居ビルの上の住居                                                  | 山本理顕                                                                    | 東京都                               |
| 1987年 | 第39回 | 龍神村民体育館                                                      | 渡辺豊和                                                                    | 和歌山県日高郡龍神村                 |
| 1986年 | 第38回 | 田崎美術館                                                          | 原広司                                                                      | 長野県北佐久郡軽井沢町               |
| 1986年 | 第38回 | 目神山の一連の住宅                                                  | 石井修                                                                      | 兵庫県西宮市                         |
| 1985年 | 第37回 | 球泉洞森林館                                                        | 木島安史                                                                    | 熊本県球磨郡球磨村                   |
| 1985年 | 第37回 | シルバーハット                                                      | 伊東豊雄                                                                    | 東京都中野区                         |
| 1985年 | 第37回 | 眉山ホール                                                          | 長谷川逸子                                                                  | 静岡県静岡市                         |
| 1984年 | 第36回 | 釧路市立博物館                                                      | 毛綱毅曠                                                                    | 北海道釧路市                         |
| 1984年 | 第36回 | 佐野市郷土博物館                                                    | 戸尾任宏                                                                    | 栃木県佐野市                         |
| 1984年 | 第36回 | 藤沢市秋葉台文化体育館                                              | 槇文彦                                                                      | 神奈川県藤沢市                       |
| 1983年 | 第35回 | 該当作品なし                                                        |                                                                             |                                      |
| 1982年 | 第34回 | 金沢工業大学キャンパス北校地                                        | 大谷幸夫                                                                    | 石川県野々市市                       |
| 1982年 | 第34回 | 佐賀県立九州陶磁文化館                                              | 内田祥哉 三井所清典                                                         | 佐賀県西松浦郡有田町                 |
| 1982年 | 第34回 | 新宿NSビル                                                          | 小倉善明 浜田信義                                                           | 東京都新宿区                         |
| 1981年 | 第33回 | 大阪芸術大学塚本英世記念館・芸術情報センター                        | 高橋靗一                                                                    | 大阪府南河内郡河南町                 |
| 1981年 | 第33回 | 神戸市中央病院                                                      | 末岡利雄 伊藤喜三郎 青柳司                                                  | 兵庫県神戸市中央区                   |
| 1981年 | 第33回 | 名護市庁舎                                                          | 象設計集団 アトリエ・モビル                                                 | 沖縄県名護市                         |
| 1981年 | 第33回 | 長野市立博物館                                                      | 宮本忠長                                                                    | 長野県長野市                         |
| 1980年 | 第32回 | 生闘学舎                                                            | 高須賀晋                                                                    | 東京都三宅村                         |
| 1980年 | 第32回 | 一連の住宅                                                          | 林雅子                                                                      |                                      |
| 1979年 | 第31回 | 資生堂アートハウス                                                  | 谷口吉生 高宮眞介                                                           | 静岡県掛川市                         |
| 1979年 | 第31回 | 住吉の長屋                                                          | 安藤忠雄                                                                    | 大阪府大阪市                         |
| 1979年 | 第31回 | 松川ボックス                                                        | 宮脇檀                                                                      | 東京都新宿区                         |
| 1978年 | 第30回 | 該当作品なし                                                        |                                                                             |                                      |
| 1977年 | 第29回 | 国立室戸少年自然の家                                                | 畑利一                                                                      | 高知県室戸市                         |
| 1977年 | 第29回 | 成城学園                                                            | 増沢洵                                                                      | 東京都世田谷区                       |
| 1977年 | 第29回 | 東京都立夢の島総合体育館                                            | 阪田誠造                                                                    | 東京都江東区                         |
| 1976年 | 第28回 | 善光寺別院願王寺                                                    | 山崎泰孝                                                                    | 愛知県名古屋市西区                   |
| 1976年 | 第28回 | 田野畑村立田野畑中学校及び寄宿舎                                    | 穂積信夫                                                                    | 岩手県下閉伊郡田野畑村               |
| 1976年 | 第28回 | フロム・ファーストビル                                              | 山下和正                                                                    | 東京都港区                           |
| 1975年 | 第27回 | 群馬県立近代美術館                                                  | 磯崎新                                                                      | 群馬県高崎市                         |
| 1975年 | 第27回 | 新宿三井ビル                                                        | 日本設計                                                                    | 東京都新宿区                         |
| 1974年 | 第26回 | 倉敷アイビースクエア                                                | 浦辺鎮太郎                                                                  | 岡山県倉敷市                         |
| 1974年 | 第26回 | 最高裁判所庁舎                                                      | 岡田新一                                                                    | 東京都千代田区                       |
| 1974年 | 第26回 | 瀬戸内海歴史民俗資料館                                              | 山本忠司                                                                    | 香川県高松市                         |
| 1973年 | 第25回 | 所沢聖地霊園の礼拝堂と納骨堂                                        | 池原義郎                                                                    | 埼玉県所沢市                         |
| 1973年 | 第25回 | 北海道開拓記念館                                                    | 佐藤武夫                                                                    | 北海道札幌市                         |
| 1972年 | 第24回 | 該当作品なし                                                        |                                                                             |                                      |
| 1971年 | 第23回 | 「未完の家」以降の一連の住宅                                        | 篠原一男                                                                    | 東京都ほか                           |
| 1971年 | 第23回 | ポーラ五反田ビル                                                    | 林昌二 矢野克己                                                             | 東京都品川区                         |
| 1970年 | 第22回 | 佐賀県立博物館                                                      | 高橋靗一                                                                    | 佐賀県佐賀市                         |
| 1970年 | 第22回 | 桜台コートビレッジ                                                  | 内井昭蔵                                                                    | 神奈川県横浜市青葉区                 |
| 1969年 | 第21回 | 大手町電電ビル別館                                                  | 大沢弘                                                                      | 東京都千代田区                       |
| 1969年 | 第21回 | 木更津農業協同組合                                                  | 岡田恭平                                                                    | 千葉県木更津市                       |
| 1968年 | 第20回 | 東京経済大学図書館・研究室                                          | 鬼頭梓                                                                      | 東京都国分寺市                       |
| 1968年 | 第20回 | 親和銀行本店                                                        | 白井晟一                                                                    | 長崎県佐世保市                       |
| 1967年 | 第19回 | 千葉県文化会館                                                      | 大高正人                                                                    | 千葉県千葉市中央区                   |
| 1967年 | 第19回 | 早稲田大学理学部校舎                                                | 安東勝男 松井源吾                                                           | 東京都新宿区                         |
| 1966年 | 第18回 | 大分県立大分図書館                                                  | 磯崎新                                                                      | 大分県大分市                         |
| 1966年 | 第18回 | 大阪府青少年野外活動センター                                        | 西澤文隆 太田隆信 山西嘉雄 吉田好伸                                         | 大阪府豊能郡能勢町                   |
| 1965年 | 第17回 | 蛇の目ビル                                                          | 前川國男                                                                    | 東京都中央区                         |
| 1965年 | 第17回 | 山口銀行本店                                                        | 圓堂政嘉                                                                    | 山口県下関市                         |
| 1964年 | 第16回 | 大石寺客殿（解体取壊し、現存せず）                                  | 横山公男                                                                    | 静岡県富士宮市                       |
| 1964年 | 第16回 | 倉敷国際ホテル                                                      | 浦辺鎮太郎                                                                  | 岡山県倉敷市                         |
| 1964年 | 第16回 | 東海道新幹線旅客駅                                                  | 国鉄設計グループ                                                            |                                      |
| 1964年 | 第16回 | 南山大学                                                            | アントニン・レイモンド                                                      | 愛知県名古屋市昭和区                 |
| 1964年 | 第16回 | 日本生命日比谷ビル                                                  | 村野藤吾                                                                    | 東京都千代田区                       |
| 1963年 | 第15回 | 出雲大社庁の舎                                                      | 菊竹清訓                                                                    | 島根県簸川郡大社町                   |
| 1963年 | 第15回 | 神戸ポートタワー                                                    | 伊藤紘一 仲威雄                                                             | 兵庫県神戸市中央区                   |
| 1963年 | 第15回 | リッカー会館                                                        | 鹿島昭一 高瀬隼彦                                                           | 東京都中央区                         |
| 1962年 | 第14回 | アテネフランセ校舎                                                  | 吉阪隆正                                                                    | 東京都千代田区                       |
| 1962年 | 第14回 | 大分県庁舎                                                          | 安田臣                                                                      | 大分県大分市                         |
| 1962年 | 第14回 | 名古屋大学豊田講堂                                                  | 槇文彦                                                                      | 愛知県名古屋市                       |
| 1962年 | 第14回 | 日本二十六聖人記念館                                                | 今井兼次                                                                    | 長崎県長崎市                         |
| 1961年 | 第13回 | 東京文化会館                                                        | 前川國男                                                                    | 東京都台東区                         |
| 1961年 | 第13回 | 日比谷電電ビル                                                      | 国方秀男                                                                    | 東京都千代田区                       |
| 1960年 | 第12回 | 京都会館                                                            | 前川國男                                                                    | 京都府京都市                         |
| 1960年 | 第12回 | 羽島市庁舎                                                          | 坂倉準三                                                                    | 岐阜県羽島市                         |
| 1959年 | 第11回 | 旭川市庁舎                                                          | 佐藤武夫                                                                    | 北海道旭川市                         |
| 1959年 | 第11回 | 大多喜町役場                                                        | 今井兼次                                                                    | 千葉県夷隅郡大多喜町                 |
| 1959年 | 第11回 | 中央公論ビル                                                        | 芦原義信                                                                    | 東京都中央区                         |
| 1959年 | 第11回 | 寿屋山崎工場（サントリー山崎蒸溜所）                                | 佐野正一                                                                    | 大阪府三島郡島本町                   |
| 1958年 | 第10回 | 関東逓信病院                                                        | 国方秀男                                                                    | 東京都品川区                         |
| 1958年 | 第10回 | 中国電電ビル                                                        | 大沢秀行 三宅敏郎                                                           |                                      |
| 1958年 | 第10回 | 法政大学                                                            | 大江宏                                                                      | 東京都千代田区                       |
| 1957年 | 第09回 | 倉吉市庁舎                                                          | 丹下健三 岸田日出刀                                                         | 鳥取県倉吉市                         |
| 1957年 | 第09回 | 国鉄川崎火力発電所                                                  | 馬場知己                                                                    | 神奈川県川崎市川崎区                 |
| 1956年 | 第08回 | 厚生年金湯河原整形外科病院                                          | 杉浦克美 山根正次郎                                                         | 神奈川県足柄下郡湯河原町             |
| 1956年 | 第08回 | 神戸アメリカ総領事館                                                | ミノル・ヤマサキ                                                            | 兵庫県神戸市中央区                   |
| 1956年 | 第08回 | 秩父セメント第2工場                                                 | 谷口吉郎                                                                    | 埼玉県秩父市                         |
| 1956年 | 第08回 | 東京空港郵便局                                                      | 薬師寺厚                                                                    | 東京都大田区                         |
| 1955年 | 第07回 | 国際文化会館                                                        | 坂倉準三 前川國男 吉村順三                                                  | 東京都港区                           |
| 1955年 | 第07回 | 世界平和記念聖堂（重要文化財）                                      | 村野藤吾                                                                    | 広島県広島市中区                     |
| 1954年 | 第06回 | 一連の住宅                                                          | 清家清                                                                      | 東京都ほか                           |
| 1954年 | 第06回 | 神奈川県立図書館ならびに音楽堂                                      | 前川國男                                                                    | 神奈川県横浜市西区                   |
| 1954年 | 第06回 | 図書印刷株式会社原町工場                                            | 丹下健三                                                                    | 静岡県沼津市                         |
| 1953年 | 第05回 | 愛媛県民館                                                          | 丹下健三 坪井善勝                                                           | 愛媛県松山市                         |
| 1953年 | 第05回 | 大阪厚生年金病院                                                    | 山田守                                                                      | 大阪府大阪市福島区                   |
| 1953年 | 第05回 | 丸栄百貨店                                                          | 村野藤吾                                                                    | 愛知県名古屋市中区                   |
| 1952年 | 第04回 | 日本相互銀行本店                                                    | 前川國男                                                                    | 東京都中央区                         |
| 1951年 | 第03回 | リーダーズ・ダイジェスト東京支社                                    | アントニン・レイモンド                                                      | 東京都千代田区                       |
| 1951年 | 第03回 | 日活国際会館                                                        | 小林利助                                                                    | 東京都千代田区                       |
| 1950年 | 第02回 | 八勝館                                                              | 堀口捨己                                                                    | 愛知県名古屋市昭和区                 |
| 1950年 | 第02回 | 東京逓信病院高等看護学院                                            | 小坂秀雄                                                                    | 東京都千代田区                       |
| 1949年 | 第01回 | 慶應義塾大学校舎「4号館及び学生ホール」 及び藤村記念館              | 谷口吉郎                                                                    | 東京都港区、岐阜県中津川市           |

### 業績賞
以下のリストは近年中に完成した学術・技術・芸術などの進歩に寄与する優れた業績を列記したものである。
＊復旧復興特別賞：大規模災害の復旧復興に関する業績（2021年設置、5年ごとに公募・表彰を行う）。大規模災害とは、特定非常災害特別措置法に基づく特定非常災害等とし、応募締切の時点で発災から5年を超過したものとする。
| 受賞年 | 受賞理由 | 受賞者 |
| ------ | --- | --- |
| 2022年 | 「住宅遺産」の保存と継承に関わる一連の社会的活動 | 一般社団法人住宅遺産トラスト |
| 2022年 | 旧富岡製糸場西置繭所保存整備事業 | 富岡市・富岡製糸場保存修理委員会、富岡製糸場整備活用計画実行委員会、文化財建造物保存技術協会、江尻建築構造設計事務所、森村設計、竹中・タルヤ共同企業体 |
| 2022年 | 西山夘三の生涯にわたる調査研究資料の保管・公開を基礎としたすまい・まちづくりアーカイブに関わる多面的な活動                                                                      | NPO法人西山夘三記念すまい・まちづくり文庫、積水ハウス株式会社住生活研究所 |
| 2021年 | 風工学の発展に関する実務面からの長年の貢献 | 吉田正昭（元㈱風工学研究所代表取締役所長）・中村修（㈱風工学研究所会長）・宮下康一（㈱風工学研究所代表取締役所長） |
| 2021年 | 気仙沼市唐桑町大沢地区における復興の取り組み＊ | 気仙沼みらい計画大沢チーム・大沢地区防災集団移転促進事業期成同盟会（現：大沢まちづくり協議会） |
| 2021年 | 気仙沼市小泉地区の住民主導による集団移転＊ | 小泉地区の明日を考える会・森傑（北海道大学教授）・和田敦（元㈱アトリエブンク常務取締役） |
| 2021年 | 東日本大震災及び原子力災害における福島県の応急仮設住宅供給と復興公営住宅建設の取り組み＊                                                                                        | 福島県土木部建築総室 |
| 2021年 | ゆりあげ港朝市を中心とする東日本大震災からの地域復興＊ | ゆりあげ港朝市協同組合・閖上復興支援研究者チーム・株式会社針生承一建築研究所・セルコホーム株式会社 |
| 2020年 | 三重県域におけるミクロとマクロの視点から組み立てた景観計画をベースにした景観まちづくりのマネージメントの実践 －三重県らしさを構築する歴史都市群、国立公園、世界遺産を対象にして | 浅野聡（三重大学教授） |
| 2020年 | 港区立郷土歴史館等複合施設「ゆかしの杜」における保存活用事業 －旧公衆衛生院の用途転用による保存再生の試み                                                                       | 東京都港区・㈱日本設計・大成建設㈱一級建築士事務所・香山壽夫建築研究所・㈱JR東日本建築設計 |
| 2019年 | 東京都庭園美術館における歴史的建造物と庭園の保存に向けた取り組み | 安東直・三浦洋介・水谷絢子（以上久米設計）文化財建造物保存技術協会 山辺構造設計事務所 田中喜一（エキープ・エスパス） |
| 2019年 | 日本の建築生産活動とその関与者の法的位置づけ、役割と責任のあり方、書面による契約の普及等への先駆的研究と長期にわたる啓発と実践                                                  | 大森文彦（東洋大学教授、大森法律事務所弁護士） |
| 2019年 | サントリーホールの施設運営を通じた長年にわたる音楽文化への貢献 | 公益財団法人サントリー芸術財団/堤剛（（公財）サントリー芸術財団代表理事、サントリーホール館長）佐野吉彦・木村佐近・伊藤圭一（以上安井建築設計事務所）小野朗（永田音響設計） |
| 2019年 | 当別町里山の継続的な田園住宅づくりとコミュニティの形成 | 辻野浩（辻野建設工業（株）代表取締役）柳田良造（岐阜市立女子短期大学名誉教授、プラハアソシエイツ（株）代表）当別町農村都市交流研究会 |
| 2017年 | ジョンソンタウン再生プロジェクト－米軍ハウスと創造的なコミュニティ、新たなライフスタイルが織りなすまちづくり                                                                    | 磯野達雄（（株）磯野商会代表取締役）渡辺治（渡辺治建築都市設計事務所所長） |
| 2017年 | 伝統的キャンパスの発展的整備-関西学院・西宮上ケ原キャンパスのトータル・デザイン                                                                                                 | 学校法人関西学院・内藤徹男・日本設計 |
| 2017年 | 大阪市「生きた建築ミュージアム事業」による建築文化の振興 | 橋爪紳也・嘉名光市・倉方俊輔・高岡伸一（以上大阪市立大学）大阪市都市整備局 |
| 2017年 | 朝霞浜崎団地大規模改修-アーバンフォレスト朝霞浜崎団地バリューアップ計画 | 韓亜由美（前橋工科大学教授、（株）ステュディオハンデザイン代表取締役）刈谷悠三（（株）ネウシトラ代表取締役）黒田潔（（株）KABWA代表取締役）都市再生機構東日本賃貸住宅本部 |
| 2016年 | 耐震改修における構造デザインの実践と啓発活動 | 金箱温春（金箱構造設計事務所代表取締役、工学院大学特別専任教授） |
| 2016年 | 大学とまちとの協働によるまちづくり－東京理科大学・小布施町まちづくり研究所の10年間の活動                                                                                        | 川向正人（東京理科大学名誉教授）市村良三（小布施町町長） |
| 2016年 | 大規模な段丘状屋上庭園を持つ商業施設における環境共生の実現および賑わいを創出する都市空間の構築とその持続的運用                                                                  | 南海電気鉄道株式会社・株式会社髙島屋・株式会社大林組 |
| 2016年 | 明治の鉄道遺構としての万世橋高架橋の再生保存と地域活動 | 東日本旅客鉄道株式会社・冨加見正二郎（（株）ジェイアール東日本建築設計事務所建築設計本部）・三井剛（（株）JR東日本ステーションリテイリング代表取締役社長）・加茂紀和子（みかんぐみ共同主宰、名古屋工業大学教授）・曽我部昌史（みかんぐみ共同主宰、神奈川大学教授）・竹内昌義（みかんぐみ共同主宰、東北芸術工科大学教授）・マニュエル・タルディッツ（みかんぐみ共同主宰、明治大学特任教授、ICSカレッジオブアーツ教授） |
| 2012年 | 戦後木造モダニズム建築としての八幡浜市立日土小学校の保存と持続的活用 | 曲田清維（愛媛大学教授）花田佳明（神戸芸術工科大学教授）和田耕一（和田建築設計工房主宰）武智和臣（アトリエA&A代表取締役）腰原幹雄（東京大学生産技術研究所教授）梶本教仁（八幡浜市教育委員会） |
| 1999年 | 素材と空間を結ぶ構造デザインに関する一連の業績 | 今川憲英（ティアイエスエンドパートナーズ代表） |
| 1999年 | 横浜国際総合競技場の建設事業推進と次世代スタジアムの設計監理に関する業績 | 高秀秀信（横浜市長）中園正樹（松田平田代表取締役社長）真塚達夫（東畑建築事務所代表取締役） |
| 1999年 | 日吉ダム景観整備計画の策定及び実施に関する一連の業績 | 樋口忠彦・團紀彦・日吉町・水資源開発公団日吉ダム建設所・ダム水源地環境整備センター・空間創研 |
| 1999年 | 「古民家再生工房」の継続的な活動—古民家再生工房 | 矢吹昭良・佐藤隆・萩原嘉郎・楢村徹・大角雄三・神家昭雄 |

### 文化賞
以下のリストは建築文化の向上、建築への理解と認識向上等に貢献した業績を称える文化賞を列記したものである。
| 受賞年 | 受賞理由 | 受賞者               |
| ------ | --- | -------------------- |
| 2025年 | テキスタイルのデザインを通した、建築空間の新しい魅力の創造に対する貢献                                                               | 安東陽子             |
| 2025年 | 長年の公共放送を通した都市や建築の安全問題に関する解説による建築文化の醸成                                                           | 中村幸司             |
| 2025年 | 全国的なノコギリ屋根工場の写真記録を通した建築文化発信と普及活動                                                                     | 吉田敬子             |
| 2024年 | 日本文化や建築・景観・観光に関する執筆を通じた啓発活動とともに、篪庵（ちいおり）を始めとした古民家の保全と地域まちづくりへの貢献     | アレックス・カー     |
| 2024年 | 西洋史分野からの長年の建築・都市文化に対する貢献                                                                                     | 樺山紘一             |
| 2023年 | 設計者選定方式の改善・革新の先導・実践を通じた魅力的な公共建築・まちの創造に資する貢献                                               | 新井久敏             |
| 2023年 | 優れた建築写真（現代建築から伝統建築、ランドスケープに至るまで）の発信と大学等での教育活動を通して建築文化を向上させた功績           | 小川重雄             |
| 2023年 | ヴィラ・クゥクゥの公開に向けた再生および社会への幅広い周知と意識向上への貢献                                                         | 鈴木京香             |
| 2022年 | 建築陶器（タイル・テラコッタ）の収集展示による建築文化の向上と書籍出版による文化的価値の公知に関する功績                             | 伊奈輝三             |
| 2022年 | 日本の現代建築を海外に広く紹介しその地位を高めるとともに、海外の第一線で活躍する建築家や教育機関と日本の建築界の交流を活性化した功績 | 太田佳代子           |
| 2021年 | 空間の可能性を拓く先駆的家具デザインの展開                                                                                           | 藤江和子             |
| 2021年 | 出版をはじめとするプロジェクトの企画立案者として、50年にわたり建築・都市に関する議論を活性化させ、一般社会の関心を喚起した業績       | 真壁智治             |
| 2021年 | 持続可能な環境都市政策のモデル構築                                                                                                   | 森雅志               |
| 2020年 | 歴史的建造物の魅力を活かした結婚式場・レストランの計画と運営による近代建築の保存活用への貢献                                         | 浅田剛治             |
| 2020年 | 目黒区美術館における建築関連展覧会の企画・実施と建築教育に関する先駆的なプログラムの開発・実施                                       | 降旗千賀子           |
| 2020年 | 彫刻による魅力的な公共空間の創出 | 安田侃               |
| 2019年 | 永年にわたる一般ジャーナリズムでの執筆活動を通じた建築文化の発展と啓発に関する貢献                                                   | 稲葉なおと           |
| 2019年 | 「大地の芸術祭 越後妻有アートトリエンナーレ」に代表される芸術・建築・文化への貢献                                                    | 北川フラム           |
| 2019年 | 「現代美術館における建築展の企画・開催による建築文化の向上                                                                           | 南條史生             |
| 2018年 | 現代アートと建築を交差させる一連の社会表現活動                                                                                       | 中村政人             |
| 2018年 | 永年にわたり、世界の建築および建築家を日本に紹介し、建築界の発展と建築実務者の研鑽に寄与した功績                                     | 淵上正幸             |
| 2017年 | 町家の再生と活用を通じた町並み保存と地域活性化の継続的活動                                                                           | 北島力               |
| 2017年 | 永年にわたる企業活動を通じての建築文化への貢献                                                                                       | 吉田忠裕             |
| 2016年 | ものづくりをとおして育まれてきた日本建築文化のさらなる継承発展を目指す大工道具館の運営                                               | 竹中統一             |
| 2016年 | 近代建築に関する世界的雑誌の編集と海外の重要論文の翻訳紹介による建築文化への国際的貢献                                               | 中村敏男             |
| 2016年 | 造園史と比較都市文化研究に関わる一連の著作を通じた我が国の環境文化の啓発                                                             | 白幡洋三郎           |
| 2015年 | 萩市における歴史文化まちづくりの実践と全国的な町並み保存活動への貢献                                                                 | 野村興兒             |
| 2015年 | 建築保存・活用への市民の立場からの継続的支援活動                                                                                     | 高川祐子             |
| 2014年 | 惜櫟荘の修復保存と『惜櫟荘だより』の刊行による建築文化への貢献                                                                       | 佐伯泰英             |
| 2014年 | 遠野物語を核とする民俗学と建築文化の振興および歴史的町並み修景の業績                                                                 | 本田敏秋             |
| 2013年 | 永年にわたる建築展覧会・建築講演会・建築出版を通じての建築文化の向上と発展への貢献                                                   | 遠藤信行             |
| 2013年 | 土佐和紙を中心に伝統を究めた技での表具の作製とそれらの現代建築への展開・適用                                                         | 上田博康             |
| 2013年 | 砺波平野の散居村に関する持続的研究とその継承活動による地域の建築文化への貢献                                                         | 佐伯安一             |
| 2012年 | 路上観察により都市と建築を一般社会と繋げた先駆的業績                                                                                 | 赤瀬川原平           |
| 2012年 | 建築を社会へ拓く多彩な評論活動による建築界への貢献                                                                                   | 松山巖               |
| 2011年 | 一般紙記者として建築・都市の文化的価値を社会に知らしめた業績                                                                         | 松葉一清             |
| 2011年 | 地方都市における地域文化を尊重した最先端のまちづくり「終の栖」運動と活動の業績                                                       | 川端五兵衞           |
| 2010年 | 日本の現代建築・彫刻・街並みを国内外に伝え、その空間を鋭く定着した業績                                                               | 村井修               |
| 2010年 | 近代化産業遺産の「建築・現代アート・環境」をテーマにした保存・再生とその運営                                                         | 福武總一郎           |
| 2009年 | 建築写真家としての永年にわたる建築界への貢献と写真集『日本の民家 屋根の記憶』の刊行                                                  | 大橋富夫             |
| 2009年 | 「木場角乗保存会」活動による木場川並技能の伝承と実践                                                                                 | 川藤健司             |
| 2008年 | カメラマン（建築写真家）そしてカワラマン（瓦職人）としての建築界への貢献                                                             | 山田脩二             |
| 2008年 | 小樽運河と石造倉庫群の保存に関わる市民運動を通して小樽都心部の復興・再生に貢献した業績                                               | 峯山冨美             |
| 2007年 | 長浜における株式会社黒壁を中心とした町並み保全型まちづくりの実践                                                                     | 笹原司朗             |
| 2007年 | 日本の民俗文化の映像記録制作による建築文化への貢献                                                                                   | 姫田忠義             |
| 2006年 | 日本の住まいにおける風土性と持続性の研究を通しての建築文化への貢献                                                                   | オギュスタン・ベルク |
| 2006年 | 伝統的工法である「土佐漆喰」を現代にも通用するように技術的改良を重ねた功績                                                           | 久保田騎志夫         |
| 2006年 | 日本の近代建築を対象にした写真家活動                                                                                                 | 増田彰久             |
| 2005年 | 阪神・淡路大震災からの復興における「住まい」「コミュニティ」「都市」づくりへの貢献                                                   | 貝原俊民             |
| 2005年 | 歴史的木造建築物の復元工事のために、和釘（古代釘）を鍛造する仕事を通しての建築文化への貢献                                           | 白鷹幸伯             |
| 2005年 | 日本の建築作品および建築家を海外に紹介、わが国の建築文化を海外に広めたことによる多大な貢献                                           | ボトンド・ボグナー   |